# Prvenstvo Hrvatske u hokeju na ledu 1992./93.
Prvenstvo Hrvatske u hokeju na ledu za sezonu 1992./93. je drugi put zaredom osvojio Zagreb.

## Sudionici
- INA, Sisak
- Medveščak, Zagreb
- Mladost, Zagreb
- Zagreb, Zagreb

## Ljestvica i rezultati

### Ligaški dio
| mj | klub      | ut | pob | ner | por | gol+ | gol- | bod |
| -- | --------- | -- | --- | --- | --- | ---- | ---- | --- |
| 1. | Zagreb    | 14 | 13  | 0   | 1   | 159  | 21   | 26  |
| 2. | Mladost   | 15 | 8   | 3   | 4   | 84   | 57   | 19  |
| 3. | Medveščak | 15 | 4   | 2   | 9   | 70   | 99   | 10  |
| 4. | INA Sisak | 14 | 1   | 0   | 13  | 24   | 160  | 2   |

### Doigravanje
| klub1                      | serija        | klub2         | rezultati         |
| poluzavršnica              | poluzavršnica | poluzavršnica | poluzavršnica     |
| -------------------------- | ------------- | ------------- | ----------------- |
| Zagreb                     | 2-0           | INA Sisak     | 16:3*, 2:20       |
| Mladost                    | 2-1           | Medveščak     | 2:4*, 3:1, 3:1*   |
|                            |               |               |                   |
| za treće mjesto            |               |               |                   |
| Medveščak                  | 3-0           | INA Sisak     | 15:3*, 8:5, 15:2* |
|                            |               |               |                   |
| za prvaka                  |               |               |                   |
| Zagreb                     | 3-0           | Mladost       | 8:0*, 9:1, 12:0*  |
|                            |               |               |                   |
| * domaća utakmica za klub1 |               |               |                   |

## Hrvatski klubovi u međunarodnim natjecanjima
- Kup Europe:
  - Zagreb, Zagreb

## Poveznice i rezultati
- passionhockey.com, Prvenstvo Hrvatske u hokeju na ledu 1992./93.